# エドワード・ハーレー (第4代オックスフォード＝モーティマー伯爵)

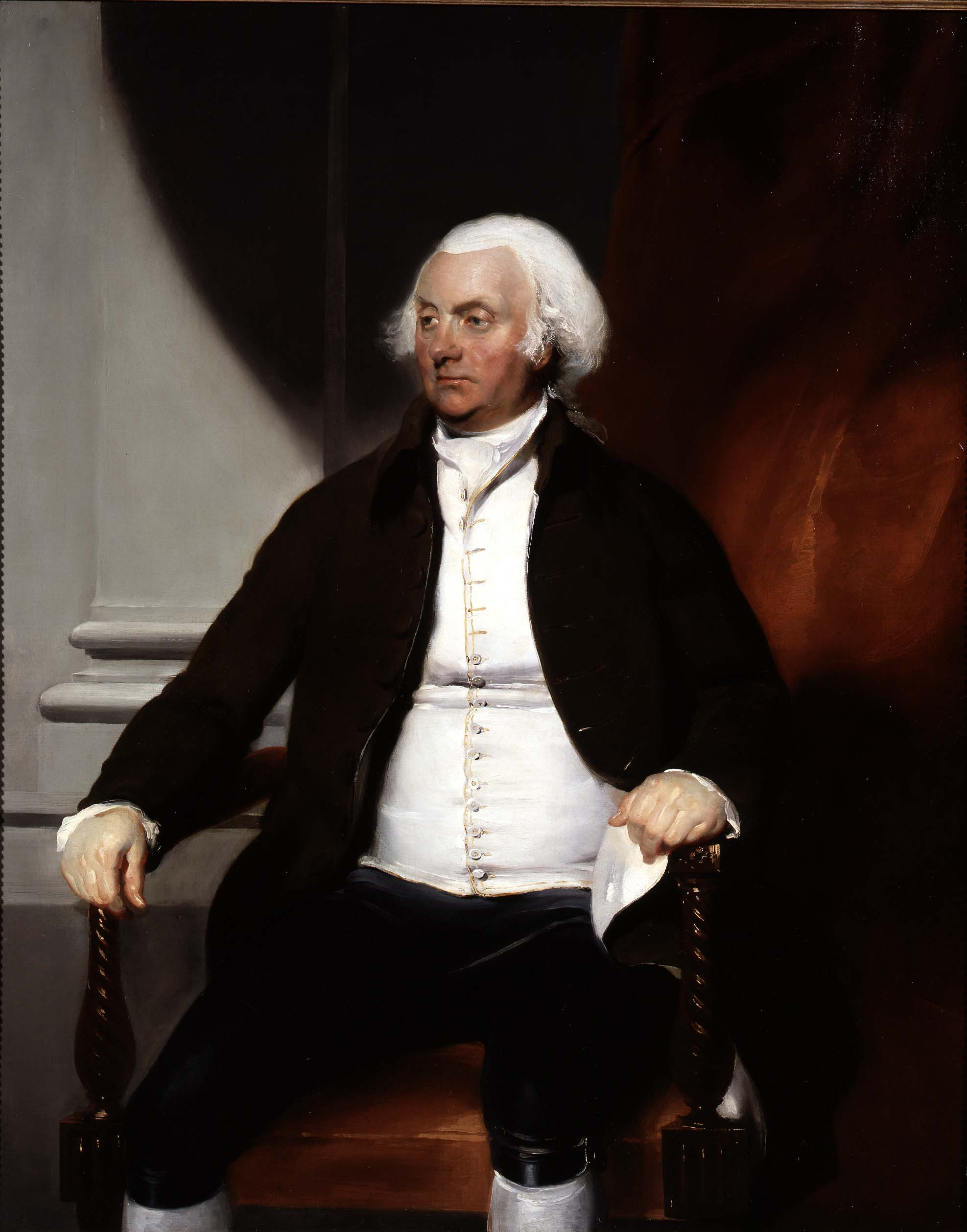
トーマス・ローレンスによる肖像画、1790年頃。

第4代オックスフォード＝モーティマー伯爵エドワード・ハーレー（英語: Edward Harley, 4th Earl of Oxford and Earl Mortimer、1726年9月2日 – 1790年10月11日）は、グレートブリテン王国の貴族、政治家。

## 生涯
第3代オックスフォード＝モーティマー伯爵エドワード・ハーレーとマーサ・モーガン（Martha Morgan）の長男として、1726年9月2日に生まれた。1735年から1744年までウェストミンスター・スクールで教育を受けた後、1744年11月3日にオックスフォード大学クライスト・チャーチに入学、1747年11月14日にM.A.の学位を、1749年4月12日にD.C.L.の学位を修得した。
1747年イギリス総選挙でトーリー党の一員としてヘレフォードシャー選挙区から出馬して当選、議会では1751年12月にヘンリー・ペラムの土地税法案に反対するなど野党としてふるまった。1754年イギリス総選挙で再選を果たしたが、翌年の爵位継承まで議会で演説することも投票することもなかった。
1755年4月11日に父が死去すると、オックスフォード＝モーティマー伯爵の爵位を継承した。同年、大英博物館理事（Trustee）に就任した（1790年に死去するまで在任）。
1760年にジョージ3世が即位すると、寝室侍従に任命された（1790年まで在任）。また、1766年から1790年までラドノーシャー統監を務めた。

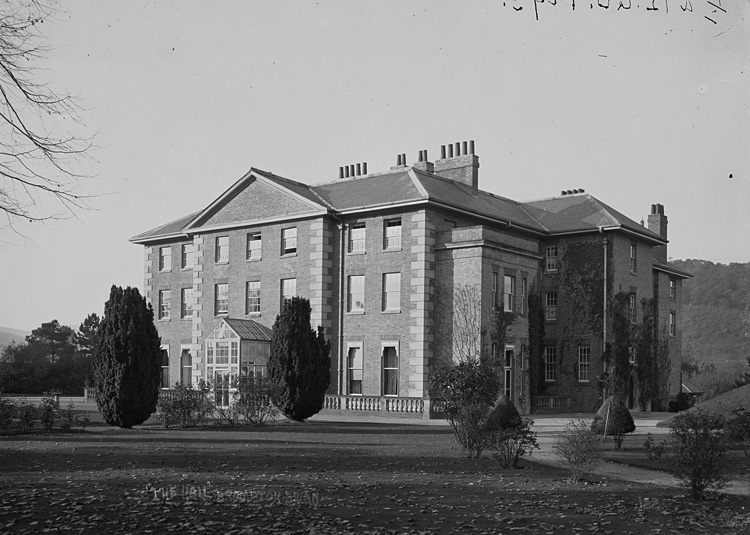
ブランプトン・ブライアン・ホール

1790年10月8日に死去、21日にブランプトンで埋葬された。子供がいなかったため叔父ジョンの息子エドワードが爵位を継承した。

## 家族
1751年7月11日、スザンナ・アーチャー（Susanna Archer、1804年11月10日没、ウィリアム・アーチャーの長女）と結婚したが、2人の間に子供はいなかった。